# Linor Goralik
Linor Goralik (Dnyipropetrovszk, 1975. július 9. –) Moszkvában élő írónő, költő, művész, esszéista. Kelet-ukrajnai zsidó családba született, műveit elsősorban anyanyelvén, oroszul írja. 1989 környékén Izraelbe emigrált, ahol többek között informatikát is tanult. Innen költözött 2001-ben az orosz fővárosba. Műveit angolra, olaszra, kínaira fordították. Művészként önálló kiállítással szerepelt a Perm Museum of Modern Art megnyitásán. 2003-ban elnyerte The Triumph Prize díjat. Regényein és verseskötetein túl non-fiction könyveket is ír. A Barbie-jelenségről szóló, az ikonikus játékbaba történetét és kultúrantropológiai hatásait bemutató műve 2014-ben magyarul is megjelent, Barbie - Az igazi szőkenő címen.

## Magyarul
- Barbie. Az igazi szőkenő; ford. Soproni András; Typotex, Bp., 2014